# Rolinda Sharples

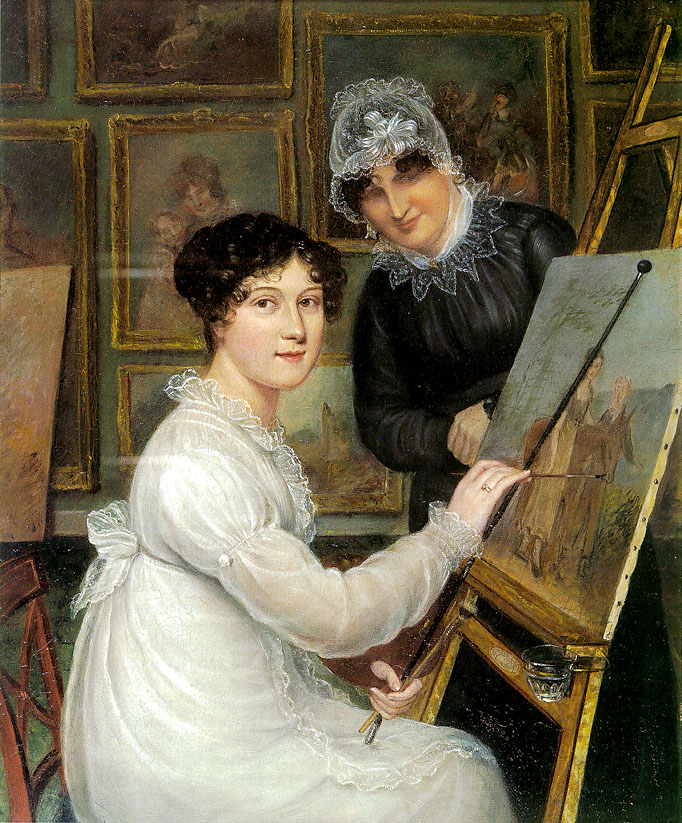
Die Künstlerin und ihre Mutter, 1816, Öl auf Holz, 36,8 cm × 29,2 cm, Bristol City Museum and Art Gallery

Rolinda Sharples (* 1793 in Bath; † 1838 in Bristol) war eine englische Malerin.

## Leben
Sharples war die Tochter der Künstlers James (um 1750–6. Februar 1811) und Ellen Sharples (1769–1849).
Sharples war noch ein Kleinkind, als ihre Eltern 1796, nach einem längeren Aufenthalt in Cherbourg, in New York ankamen. 1803 begann ihre Mutter sie im Zeichnen zu unterrichten. Im Alter von etwa 13 Jahren half sie bereits dabei kleine Pastellporträts berühmter Persönlichkeiten anzufertigen, zu vervielfältigen und zu verkaufen. Zusammen mit ihren Brüdern und ihrer Mutter begann sie, Miniaturporträts von den Originalgemälden ihres Vaters zu kopieren.
Nach dem Tod des Vaters 1811 kehrte sie mit ihrer Mutter und ihrem Bruder James Jr. († 1839) nach England zurück, während sie ihren Halbbruder Felix Thomas Sharples (1786–1850) in den Vereinigten Staaten zurückließen. Sie begann größere Porträts in Öl zu malen, aber auch Genre- und zeitgenössische Historienmalerei gehörten zu ihrem Werk. 1814 malte Rolinda ein Selbstporträt, und 1815 fertigte sie ein Doppelporträt mit dem Titel The Artist and Her Mother an. Sie erhielt einige Unterrichtsstunden bei dem Maler Philip Reinagle in London.
Sharples wurde 1827 zum Ehrenmitglied der Royal Society of British Artists gewählt. Sie war eine der ersten britischen Künstlerinnen, die sich mit mehrfigurigen Kompositionen beschäftigte. Ihre Gruppenbilder waren so detailliert wie die kleinen Porträts, die sie einst malte, und heute gelten ihre Szenen aus dem Regency Bristol als genaue soziale Aufzeichnungen dieser Zeit. Sie malte aber auch weiterhin kleinere Studien aus der Natur, wie etwa Muscheln oder eine kleine Maus.
Ihre Gemälde wurden in Ausstellungen in Bristol, Leeds, Birmingham und Carlisle sowie mit der Royal Academy und der Society of British Artists in London gezeigt. Die letzten acht Jahre ihres Lebens lebte sie mit ihrer Mutter im Stadtteil Hotwells in Bristol. Sie starb 1838 an Brustkrebs. Viele ihrer Gemälde befinden sich heute im Bristol City Museum and Art Gallery.